# The Winning Punch (film 1912)
The Winning Punch è un cortometraggio muto del 1912 diretto da Harry Solter. Il titolo viene ripreso negli anni dieci in diversi film che hanno in comune solo il titolo, tra i quali anche un The Winning Punch del 1910, diretto sempre da Solter e con protagonista Florence Lawrence.
Fu uno degli ultimi film interpretati dal regista George Loane Tucker che, l'anno seguente, chiuse con la sua carriera di attore, optando per la regia e la sceneggiatura.

## Trama
Un villico, innamorato e geloso, finisce per scazzottarsi con il suo rivale in amore.

## Produzione
Il film fu uno dei primi prodotti dalla Victor Film Company, una piccola casa di produzione attiva dal 1912 al 1917 con in catalogo 430 produzioni.

## Distribuzione
Distribuito dalla General Film Company, il film - un cortometraggio in un rullo - uscì nelle sale cinematografiche USA il 30 agosto 1912.